# Scarturus
Scarturus is een geslacht van zoogdieren uit de familie van de jerboa's (Dipodidae). De wetenschappelijke naam van het geslacht werd in 1841 gepubliceerd door Constantin Wilhelm Lambert Gloger.

## Soorten
Er worden 10 soorten in dit geslacht geplaatst:
- Scarturus aulacotis (J. A. Wagner, 1840)
- Scarturus caprimulga (Ellerman, 1948)
- Scarturus elater (Lichtenstein, 1828)
- Scarturus euphraticus (Thomas, 1881)
- Scarturus heptneri (Pavlenko & Denisov, 1976)
- Scarturus hotsoni (Thomas, 1920) – Hotsonpaardenspringmuis
- Scarturus indicus (J. E. Gray, 1842)
- Scarturus tetradactylus (Lichtenstein, 1823) – Vierteenrenmuis
- Scarturus vinogradovi (Argyropulo, 1941)
- Scarturus williamsi (Thomas, 1897)